# Umberto Saba
Umberto Saba, nom amb què és conegut Umberto Poli (Trieste, 9 de març de 1883 - Gorizia, 25 d'agost de 1957) va ser un poeta italià.

## Biografia
Nascut a Trieste el 1883, fill de mare hebrea, el pare abandona la família en néixer Umberto, que va estar fins als tres anys sota les cures d'una institutriu, l'eslovena Peppa. A casa d'aquesta, el poeta va trobar una espècie de 'paradís', perdut en tornar a la casa materna. Saba va patir múltiples traumes en el nou ambient familiar que li van produir anys després una greu neurosi, que l'introduí a la teràpia psicoanalítica.
Amant de la literatura des de ben aviat, inicia els estudis literaris a la Universitat de Pisa el 1903. El 1905 es trasllada a Florència per establir contacte amb les formes més vives de la cultura italiana. A la tornada a Trieste, el 1909 es va casar amb Carolina Wölfler, nomenada Lina en els seus versos, amb qui el 1910 va tenir una filla. Plegats, van viure a diversos llocs del nord d'Itàlia fins que Saba va comprar una llibreria a Trieste el 1919. La primera edició del seu gran Canzoniere, va ser publicada a càrrec seu el 1921. Participà en la Primera Guerra Mundial i, acabada la contesa, torna a Trieste, compra una llibreria i s'ocupa de la seva gestió.

## Publicacions[1][6]
- Poesie (1910), el primer volum dels sus versos
- Canzoniere (1921), col·lecció de poemes escrits durant vint anys
- Preludio e canzonette (1923)
- Autobiografia (1924)
- Figure e canti (1926)
- Preludio e fughe (1928)
- Parole (1934)
- Ultime cose (1944)
- Canzoniere (1945), col·lecció de poemes escrits entre 1900 i 1945
- Mediterranee (1947)
- Uccelli. Quasi un ra de cconto (1951)
- Scorciatoie e raccontini (1946)
- Ricordi-racconti (1956)
- Storia e cronistoria del Canzoniere (1948), crítica de la pròpia obra.